# Bernhard Heinrich Cortnum
Bernhard Heinrich Cortnum (auch: Berend Heinrich Cortnum; getauft 24. April 1687 in Hannover; gestorben 23. Februar 1754 ebenda) war ein deutscher Gold- und Silberschmied und Diakon der hannoverschen Marktkirche.

## Leben
Bernhard Heinrich Cortnum kam in der Residenzstadt des seinerzeitigen Herzogtums Braunschweig-Lüneburg als Sohn eines in Hannover tätigen Knochenhauers zur Welt. Er wurde am 24. April 1687 in der Marktkirche evangelisch-lutherisch getauft.
Nachdem er eine Ausbildung zum Gold- und Silberarbeiter durchlaufen, das Bürgerrecht der Stadt Hannover und die mit dem Besitz von Grundbesitz verbundene Braugerechtsame erworben hatte, heiratete er am 6. Oktober 1716 in der Marktkirche die Anna Ilse Hansemann. Dem Ehepaar wurde am 15. Juli 1722 der in der Aegidienkirche getaufte spätere Goldschmiedemeister Eberhard Anthon Cortnum geboren (gestorben 21. April 1795 in Hannover als Mitglied der Kreuzkirchen-Gemeinde).
Cortnums erste Ehefrau starb am 18. Juni 1737 als Mitglied der Aegidienkirchengemeinde. Am 12. September 1743 ging Bernhard Heinrich Cortnum eine zweite Ehe ein; Anna Maria Mittag überlebte ihren Ehemann bis 1771.
Cortnums Meisterzeichen formte er aus den Initialen B H C; sein Beschauzeichen war ein Kleeblatt.
Der am 23. Februar 1754 im Alter von gut 66 Jahren gestorbene Bernhard Heinrich Cortnum arbeitete zuletzt als Diakon der Marktkirche.

## Bekannte Werke (Auswahl)
- 1726: Cortnum verbesserte in diesem Jahr eine 1599 von Ilse von Wintheim der Kreuzkirche verehrte Abendmahls-Kanne. Die 36 cm hohe, innen ganz und außen teilvergoldete Kanne wurde 1927 im Leineschloss ausgestellt und ging in den Besitz der Marktkirche über.[2] Die Inschrift auf dem Kunstdenkmal lautet:

Anno 1599 hat Ilse von Wintheim eine silberne Kanne von 84 Loth uffs Altar in S. Crucis Kirche ferehret, so anno 1726 verbessert worden und wigt nun 177 Loth.
- Eine 1731 datierte Oblaten-Dose mit der Bezeichnung „A. L. Klapperott, Pastor“ gelangte in den Besitz der Kirche von Kirchhorst, Kreis Burgdorf.[2]
- 1730: Hier schuf Cortnum einen silbernen Teekessel, der sich zusammen mit einem Rechaud von 1735 im Besitz des Historischen Museums Hannover befindet.[1]
- 1751: Eine laut ihrer Inschrift 1613 in die S. Jacobi und Georgenkirche in Hannover gestiftete, aufwendige Taufschale wurde von Cortnum „1751 renovieret auf der Kirchen Unkosten“. Auch diese Arbeit Cortnums diente 1927 als Exponat im Leineschloss.[2]
  - ein von Cortnum gefertigtes Duplikat der 1751 umgearbeiteten Taufschale hat sich in der Neustädter Hof- und Stadtkirche St. Johannis erhalten.[4]
- ohne Datum: Ein Esslöffel mit Rippen und einem „Wappen von Berger“ konnte in Hastenbeck als „Privatbesitz von R.“ ausfindig gemacht werden.[2]